# 戴倫·達爾
戴倫·達爾（Dyron Rudolph Daal，1983年10月11日—），簡稱戴倫，是一名庫拉索足球運動員，司職前鋒，曾代表荷屬安的列斯足球代表隊出賽，曾效力香港甲組足球聯賽球隊南華，於2012年1月遭解約。

## 球員生涯
在荷蘭首都阿姆斯特丹出生的戴倫·達爾，是荷蘭著名球會阿積士青訓產品，2002年加盟荷甲球會烏德勒支，正式展開球員生涯。之後效力過艾馬利城。
2006年8月到蘇格蘭發展，加盟蘇格蘭足球超級聯賽球會鴨巴甸，期間曾被借用到登地。2007年轉投另一支蘇格蘭球會聖莊士東，至2008年1月遭球隊新領隊棄用，轉投西班牙地區聯賽球會豐拉夫拉達，2008年夏天重返蘇格蘭加盟蘇格蘭足球甲級聯賽「升班馬」羅斯郡 。
2009年轉到澳洲發展，加盟澳洲職業聯賽新軍北昆士蘭風暴。
2011年加盟香港甲組足球聯賽球隊南華，惟表現未如理想，於2012年1月冬季轉會市場重開後遭球隊解約。

## 國際賽
戴倫·達爾擁有荷蘭與庫拉索雙重國籍，於2002年11月獲得解體前的荷屬安的列斯徵召，在海地舉行世界盃外圍賽首次上陣。

## 外部連結
- 戴倫·達爾 – FIFA國際賽競賽紀錄 (存檔)
- 北昆士蘭風暴球員檔案